# 마티아스와 막심
《마티아스와 막심》(Matthias & Maxime)은 2019년 개봉한 캐나다의 드라마 영화이다. 그자비에 돌란이 감독과 각본을 맡았다. 제72회 칸 영화제(2019) 황금종려상 경쟁후보작이다.